# Mathieu André
Mathieu André (Vienna, 8 aprile 1909 – 28 agosto 1979) è stato un calciatore francese, di ruolo centrocampista.

## Carriera

### Nazionale
Ha collezionato tre presenze con la propria Nazionale.

## Statistiche

### Cronologia presenze e reti in nazionale
| Cronologia completa delle presenze e delle reti in nazionale ― Francia | Cronologia completa delle presenze e delle reti in nazionale ― Francia | Cronologia completa delle presenze e delle reti in nazionale ― Francia | Cronologia completa delle presenze e delle reti in nazionale ― Francia | Cronologia completa delle presenze e delle reti in nazionale ― Francia | Cronologia completa delle presenze e delle reti in nazionale ― Francia | Cronologia completa delle presenze e delle reti in nazionale ― Francia | Cronologia completa delle presenze e delle reti in nazionale ― Francia |
| Data                                                                   | Città                                                                  | In casa                                                                | Risultato                                                              | Ospiti                                                                 | Competizione                                                           | Reti                                                                   | Note                                                                   |
| ---------------------------------------------------------------------- | ---------------------------------------------------------------------- | ---------------------------------------------------------------------- | ---------------------------------------------------------------------- | ---------------------------------------------------------------------- | ---------------------------------------------------------------------- | ---------------------------------------------------------------------- | ---------------------------------------------------------------------- |
| 13-12-1936                                                             | Parigi                                                                 | Francia                                                                | 1 – 0                                                                  | Jugoslavia                                                             | Amichevole                                                             | -                                                                      |                                                                        |
| 24-1-1937                                                              | Parigi                                                                 | Francia                                                                | 1 – 2                                                                  | Austria                                                                | Amichevole                                                             | -                                                                      |                                                                        |
| 21-2-1937                                                              | Bruxelles                                                              | Belgio                                                                 | 3 – 1                                                                  | Francia                                                                | Amichevole                                                             | -                                                                      |                                                                        |
| Totale                                                                 |                                                                        | Presenze                                                               | 3                                                                      |                                                                        | Reti                                                                   | 0                                                                      |                                                                        |

## Palmarès

### Club

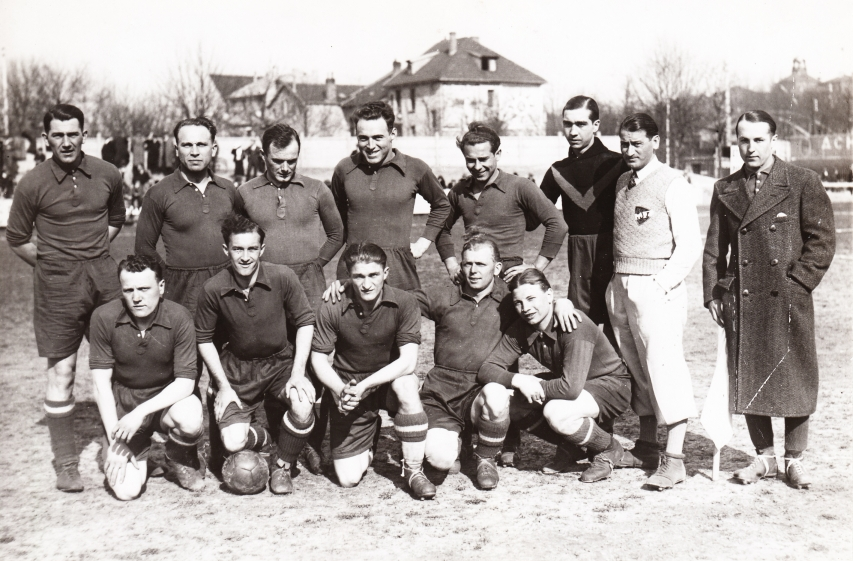
Partita contro il Mulhouse a Metz il 26 marzo 1933 (partita pareggiata 3-3). Giocatori in campo da destra a sinistra: Mirka, Boè, Hauswirth, Thomas, Schmitt, Traver, Steyskal ed Ekerlen. In ginocchio da sinistra a destra: Fosset, Rohrbacher, Buhrer, André, Freiberger.

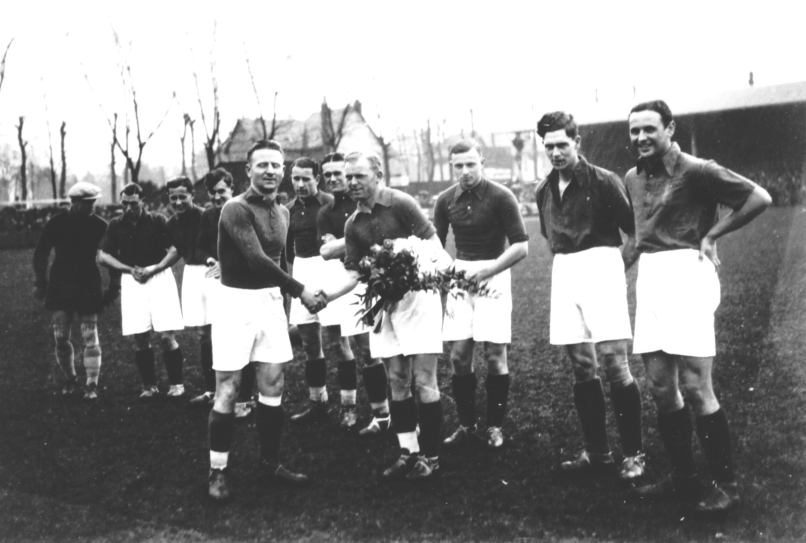
Partita contro il Lens il 29 marzo 1936; Bouquet (di fiori) consegnato a Matthieu André in occasione della sua naturalizzazione.

#### Competizioni nazionali
- Campionato francese di seconda divisione: 1

Rouen: 1935-1936